# Passage Desgrais
Passage Desgrais är en återvändsgata i Quartier de la Villette i Paris nittonde arrondissement. Passagen är uppkallad efter familjen Desgrais, vilken lät öppna den. Passage Desgrais börjar vid Rue Curial 34 och slutar vid Rue Mathis 34.

## Omgivningar
- Saint-Jacques-Saint-Christophe
- Passage de Crimée
- Cité Pottier
- Rue de l'Escaut

## Bilder
| - Passage Desgrais. - Gatuskylt. - Saint-Jacques-Saint-Christophe. - Passage de Crimée. - Cité Pottier. |

## Kommunikationer
- Tunnelbana – linje  – Crimée
- Busshållplats Mathis – Paris bussnät

### Webbkällor
- ”Passage Desgrais”. Mairie de Paris. https://web.archive.org/web/20160303211501/http://www.v2asp.paris.fr/commun/v2asp/v2/nomenclature_voies/Voieactu/2746.nom.htm. Läst 21 september 2023.
- ”Passage Desgrais (19ème arrondissement)”. Les rues de Paris. https://web.archive.org/web/20190927020255/http://www.parisrues.com/rues19/paris-19-passage-desgrais.html. Läst 21 september 2023.